# Aleksander Kowalski (narciarz)
Aleksander Kowalski (ur. 20 lipca 1930 w Zakopanem, zm. 7 lutego 2009 w Kościelisku) – polski narciarz, kombinator norweski, skoczek narciarski, olimpijczyk z igrzysk olimpijskich 1956. Mistrz Sportu.

## Przebieg kariery
Kowalski reprezentował barwy klubu Wisła-Gwardia Zakopane w latach 1947-1959. Jego trenerem był Marian Woyna Orlewicz. W 1953 wziął udział w akademickich mistrzostwach świata w Semmeringu, gdzie zdobył złoto w kombinacji i zajął 8. miejsce w skokach.
Na igrzyskach olimpijskich 1956 w kombinacji norweskiej w Cortinie d’Ampezzo zajął 15. miejsce. Zaliczone odległości skoków na 74 m i 75 m dawały mu 5. miejsce, w biegu był jednak dopiero 29. W 1956 zajął 5. miejsce w zawodach w Le Brassus, w 1959 10. pozycję w Falun.
Był trzykrotnie mistrzem Polski w kombinacji norweskiej (1956-1957) oraz w skokach (1953). Dwukrotnie został wicemistrzem kraju w kombinacji (1953-1954). Należał do niego rekord skoczni w Szczyrku-Skalitem (68 m).
W 1952 i w 1957 wygrał Memoriał Bronisława Czecha i Heleny Marusarzówny. W 1954 i w 1956 zajmował drugie miejsce.

## Życie prywatne
Był synem Henryka Kowalskiego i Michaliny Sitarz; miał siostrę Marię (ur. 1929). Jego żoną była Maria Gąsienica Bukowa, z którą miał dwoje dzieci: Andrzeja (ur. 1959), skoczka narciarskiego startującego w zawodach Pucharu Świata i Zbigniewa (ur. 1966). Mieszkał w Kościelisku, tam też zmarł.

## Osiągnięcia

### Igrzyska olimpijskie
| 1956 Cortina d’Ampezzo | – | 15. miejsce |

#### Starty A. Kowalskiego na igrzyskach olimpijskich – szczegółowo
| Miejsce | Dzień          | Rok  | Miejscowość       | Dyscyplina/konkurencja                            | Wynik      | Strata    | Zwycięzca        |
| ------- | -------------- | ---- | ----------------- | ------------------------------------------------- | ---------- | --------- | ---------------- |
| 15.     | 29-31 stycznia | 1956 | Cortina d’Ampezzo | kombinacja norweska skoki na K-80 + bieg na 15 km | 422,2 pkt. | 32,8 pkt. | Sverre Stenersen |

### Sukcesy krajowe
- mistrz Polski w kombinacji norweskiej (1956, 1957) i w skokach (1953)
- wicemistrz Polski w kombinacji norweskiej (1953, 1954)
- Memoriał Bronisława Czecha i Heleny Marusarzówny – 1. miejsce (1952, 1957)
- Memoriał Bronisława Czecha i Heleny Marusarzówny – 2. miejsce (1954, 1956).